# Tephritis cassiniae
Tephritis cassiniae
 es una especie de insecto díptero del género Tephritis, familia Tephritidae. Malloch la describió  en 1931.
Se encuentra en Nueva Zelanda.